# Тополь узбекский
Тополь узбекский, или тополь узбекистанский, или тополь афганский (лат. Populus usbekistanica) — вид лиственных деревьев из рода Тополь (Populus) семейства Ивовые (Salicaceae), среднеазиатский вид, относящийся к секции черных тополей (Aigeiros Duby).

## Распространение
Произрастает в Средней Азии, в Памиро-Алайском регионе. Ареал охватывает Кыргызстан и Узбекистан.
Встречается на каменистых склонах, предпочитает селиться в долинах горных рек, у воды.

## Ботаническое описание
Деревья средней величины, опушения не имеют. Молодые ветви желтоватые, позже становятся светло-серыми.
Почки мелкие, овальной формы, сухие и матовые.
Листья сидят на гибких и длинных сплюснутых черешках, длина которых от 2 до 6,8 см. Черешки слегка опушены, порой верхняя сторона черешка имеет слабо заметный желобок.
Листовые пластинки плотные, сверху тёмно-зелёные, снизу бледнее, округлой или широко-овальной формы, с коротко-заострёнными кончиками и плоскими или слегка сердцевидными основаниями, с обеих сторон с резко выраженной сетью мелких прожилок.  Ширина листьев почти равна длине, или немного её превышает, ширина 3—7 см, длина 3—7,5 см.
Цветки сидят на очень коротких ножках, с горизонтально распростёртыми слегка угловатыми околоцветниками. Тычинки, сохраняющиеся при плодах, в числе 10, располагаются правильным кольцом вокруг основания завязи. 
Плоды коробочки овальной формы, около 7 мм в длину, с хохолком из рыжеватых волосков.

## Значение
Малоизученный вид, практически неизвестен дендрологам. В культуре, вероятнее всего, отсутствует. Культивация его в Польше не увенчалась успехом, саженцы не смогли пережить зиму.

## Таксономия
Populus usbekistanica Kom., Ботанический журнал СССР 19 5: 509 (1934)
Флора СССР 5: 234 (1936)
Деревья и кустарники СССР 2: 200  (1951)
Дробов, Флора Узбекистана 2: 59 (1953)
Bugala, Arbor. Kórnickie 12: 158 (1967) pro pare: excl. var. afghanica
Typus: «Prov. Ferghana, decliv. lapidosae loco dicto Jordan vallis ad. Fl. Schachimardan. 26.V.1913. J.Dolenko N 505. ♀» (LE!).
Образцы собраны в районе реки Шахимардан.

### Синонимы
По данным POWO, если нет сноски.
- Populus cataracti Kom., Ботан. журн. СССР 19 5: 509 (1934) — Тополь водопадный
- Populus tadshikistanica Kom., Ботан. журн. СССР  19 5: 509 (1934) — Тополь таджикистанский
- Populus iliensis Drobow, Ботан. матер, ин-та бот. Узбек, фил. АН СССР 6: 12 (1941)
- Populus kanjilaliana auctt. (haud Dode, 1905): Поляков, Фл. Казах. 3 :44 (1960) partim?[6] — Тополь канджильский
- Populus tianschanica Tkatsch., Бюл. Гл. ботан. сада 45: 56 (1962)
- Populus usbekistanica subsp. tadishistanica Bugala, Arbor. Kórnickie 12: 182 (1967)
- Populus afghanica auctt. non C.K.Schneid. (1916) Neumann, Fl. Iran. 65:6 (1969)[6]
- Populus afghanica var. tadshikistanica (Kom.) C.Wang & Chang Y.Yang, Fl. Reipubl. Popul. Sin. 20(2): 71 (1984)

### Систематика
От близкородственного вида Populus nigra отличается формой листьев, более короткими плодоножками, более широкими лопастями открытой коробочки, и цветом хохолка.